# .mf
.mf és el codi del domini de primer nivell territorial (ccTLD) que es pot assignar a Saint-Martin, a partir de la decisió de l'ISO 3166 de 21 de setembre de 2007 de reservar MF com a codi ISO 3166-1 alfa-2 de Saint Martin. Aquesta decisió va ser deguda al nou estatus de Saint Martin com a col·lectivitat d'ultramar de França, que va entrar en vigor el 15 de juliol de 2007. Actualment, Saint Martin utilitza el domini de Guadeloupe, .gp i el de França, .fr.